# Real Academia Española

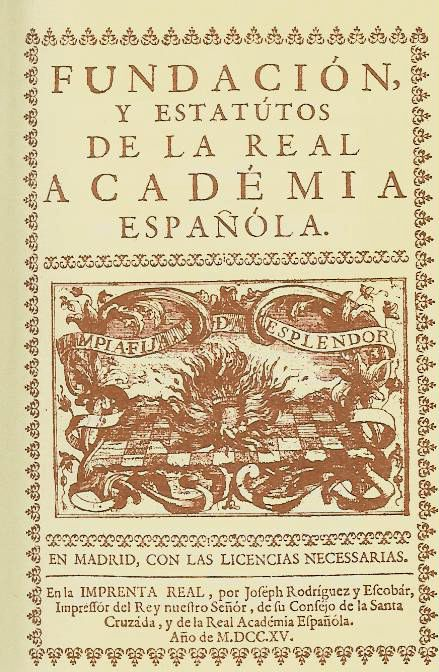
Voorkant van Fundación y estatutos de la Real Academia Española (1715).

De Real Academia Española (Spaans voor: Koninklijke Spaanse Academie: RAE) is de instelling die verantwoordelijk is voor het reguleren van de Spaanse taal. Het hoofdkantoor ligt in Madrid (Spanje), maar het werkt nauw samen met 21 andere Spaans-sprekende landen via de Asociación de Academias de la Lengua Española.
De academie werd in 1713 opgezet door Juan Manuel Fernández Pacheco, naar het voorbeeld van de Académie française.

## Motto
Het motto van de academie is Limpia, fija y da esplendor (Reinigt, legt vast en geeft glans).